# Landesregierung Haider I
Die Landesregierung Haider I bildete die Kärntner Landesregierung in der 26. Gesetzgebungsperiode unter Landeshauptmann Jörg Haider. Die Regierung folgte der Landesregierung Ambrozy nach und amtierte von der Angelobung der Regierung am 21. April 1989 bis zur Abwahl Jörg Haiders als Landeshauptmann am 21. Juni 1991 bzw. bis zur Wahl Christof Zernattos zum neuen Landeshauptmann am 25. Juni 1991 sowie der Angelobung der Landesregierung Zernatto I.
Die Sozialdemokratische Partei Österreichs (SPÖ) hatte bei der Landtagswahl 1989 ihre absolute Mehrheit im Landtag verloren, während die Freiheitliche Partei Österreichs (FPÖ) zwei Mandate von der SPÖ und ein Mandat von der Österreichischen Volkspartei (ÖVP) hinzugewinnen konnte. Die Sitze in der siebköpfigen Landesregierung wurden in der Folge wie bisher nach dem Proporzsystem vergeben, wobei die SPÖ mit vier Mitgliedern weiterhin die absolute Mehrheit innehatte und die FPÖ nun zwei Regierungsmitglieder stellte. Die ÖVP hatte den Anspruch auf ihren ehemals zweiten Regierungssitz an die FPÖ verloren und konnte nach dem Proporzsystem nur noch ein Regierungsmitglied stellen.
Da bei der Wahl zum Landeshauptmann trotz des Proporzsystems eine Mehrheit im Landtag notwendig war, fiel der SPÖ ungeachtet ihrer Mehrheit in der Landesregierung nicht automatisch der Anspruch auf den Landeshauptmann zu. Vielmehr schlossen ÖVP und FPÖ ein Abkommen, in der die ÖVP der FPÖ den Anspruch auf den Landeshauptmann zusicherte, während die FPÖ ihren zweiten Regierungssitz an die ÖVP abgab. Die SPÖ verhinderte in der Folge nur im ersten Wahlversuch die Wahl des Landeshauptmanns durch den Auszug ihrer Landtagsabgeordneten, bei der zwei Drittel der Landtagsabgeordneten anwesend sein müssen. Die SPÖ verteilte die Referate in der Folge nach ihrem Gutdünken, erst im November 1990 wurde eine Neuverteilung der Referate in Abstimmung aller drei Parteien durchgeführt.
Während der Amtszeit der Regierung trat Josef Koschat (SPÖ) am 6. November 1990 als Landesrat zurück. Ihm folgte am selben Tag Karin Achatz nach.
Nach der Aussage von Landeshauptmann Jörg Haider (FPÖ) über die „ordentliche Beschäftigungspolitik“ während der NS-Zeit zerbrach das Arbeitsübereinkommen zwischen ÖVP und FPÖ und Haider wurde am 21. Juni 1991 durch Beschluss des Landtags abgewählt. Am 25. Juni 1991 folgte die Wahl Christof Zernattos durch die Stimmen der Abgeordneten von SPÖ und ÖVP, womit die kleinste Landtagspartei den Landeshauptmann stellte. Zudem kam es am 25. Juni zu weiteren Änderungen in der Regierungsmannschaft. Jörg Haider wurde nach seiner Abwahl zum 2. Landeshauptmann-Stellvertreter gewählt und Landesrat Johann Ramsbacher (ÖVP) schied aus der Regierung aus, da die FPÖ bisher der ÖVP einen zusätzlichen Landesrat überlassen hatte. Den freigewordenen Posten übernahm Jörg Freunschlag (FPÖ).

## Regierungsmitglieder
| Amt                                                     | Name              | Partei | Referate |
| ------------------------------------------------------- | ----------------- | ------ | -------- |
| Landeshauptmann bis 21. Juni 1991                       | Jörg Haider       | FPÖ    |          |
| 1. Landeshauptmann-Stellvertreter                       | Peter Ambrozy     | SPÖ    |          |
| 2. Landeshauptmann-Stellvertreter                       | Christof Zernatto | ÖVP    |          |
| Landesrat ab 6. November 1990                           | Karin Achatz      | SPÖ    |          |
| Landesrat                                               | Max Rauscher      | SPÖ    |          |
| Landesrat                                               | Herbert Schiller  | SPÖ    |          |
| Landesrat                                               | Johann Ramsbacher | ÖVP    |          |
| Vorzeitig ausgeschiedene Mitglieder der Landesregierung |                   |        |          |
| Landesrat bis 6. November 1990                          | Josef Koschat     | SPÖ    |          |